# Coupe d'Europe des vainqueurs de coupe masculine de handball 1980-1981
Navigation
Coupe des Coupes 1979-1980 Coupe des coupes 1981-1982
La Coupe d'Europe des vainqueurs de coupe masculine de handball 1980-1981 est la 6e édition de la Coupe d'Europe des vainqueurs de coupe masculine de handball.
Organisée par la Fédération internationale de handball (IHF), la compétition est ouverte à 19 clubs de handball d'associations membres de l'IHF. Ces clubs sont qualifiés en fonction de leurs résultats dans leur pays d'origine lors de la saison 1979-1980. Cette édition est également marquée par l'intégration d'un club turc, comme en Coupe des clubs champions.
Elle est remportée par le club ouest-allemand du TuS Nettelstedt-Lübbecke, vainqueur en finale du club est-allemand du SC Empor Rostock.

## Résultats

### Premier tour
| Équipe 1                 | Score   | Équipe 2             | Aller | Retour |
| ------------------------ | ------- | -------------------- | ----- | ------ |
| Haukar Hafnarfjörður     | 53 – 34 | Kyndil Tórshavn      | 30-15 | 23-19  |
| Handball Club Rimini     | 42 – 47 | FC Porto             | 19-25 | 23-22  |
| HC Minaur Baia Mare      | 54 – 34 | Hapoël Rehovot       | 27-15 | 27-19  |
| Sasja Anvers             | 39 – 62 | Helsingør IF         | 23-30 | 16-32  |
| ITU Istanbul             | 23 – 47 | CSKA Sofia           | 10-24 | 13-23  |
| HV Sittard               | 50 – 36 | HB Berchem           | 30-13 | 20-23  |
| Sparta Helsinki          | 33 – 38 | SK Rapp Trondheim    | 15-14 | 18-24  |
| TJ VSŽ Košice            | 43 – 48 | Burevestnik Tbilissi | 21-23 | 22-25  |
| USM Gagny                | 30 – 52 | Atlético Madrid      | 17-21 | 13-31  |
| Union Handballklub Krems | 20 – 42 | SC Empor Rostock     | 06-22 | 14-20  |

Résultats de Gagny
- Match aller à Rosny-sous-Bois : Atlético Madrid bat USM Gagny 21-17 (12-8)
  - Atlético  : Uria (7 dont 1 pen.), Alonso (5 dont 2 pen.), de la Puente (2), Story (2), Milian (2), Parrilla (2), González (1).
  - Gagny : Philippe Germain (4 dont 3 pen.), Éric Méjean (4), Eddie Couriol (3), Jean-Michel Serinet (2), Éric Cailleaux (2), Menet (1), Sylvain Nouet (1).
- Match retour à Madrid : Atlético Madrid bat USM Gagny 31-13 (16-6)
  - Atlético  : Alonso (3), de la Puente (5 dont 1 pen.), Raul (2), Stoary (4), Uria (3 pen.), Novales (1), Milian (4), González (6), inconnu 3.
  - Gagny : Eddie Couriol (1), Éric Méjean (3 dont 1 pen.), Philippe Germain (4 dont 2 pen.), Jean-Michel Serinet (2), Ilic (2), Garnier (1).

### Huitièmes de finale
| Équipe 1                 | Score   | Équipe 2                 | Aller  | Retour |
| ------------------------ | ------- | ------------------------ | ------ | ------ |
| Haukar Hafnarfjörður     | 30 – 38 | TuS Nettelstedt-Lübbecke | 18-21  | 12-17  |
| CB Calpisa Alicante      | 56 – 42 | FC Porto                 | 32-18  | 24-24  |
| HC Minaur Baia Mare      | 10 – 0  | Helsingør IF             | 10-00* | -      |
| CSKA Sofia               | 47 – 34 | HV Sittard               | 23-13  | 24-21  |
| HK Drott Halmstad        | 42 – 45 | Elektromos Budapest      | 23-20  | 19-25  |
| Metaloplastika Šabac     | 63 – 39 | SK Rapp Trondheim        | 34-19  | 29-20  |
| Atlético Madrid          | 49 – 43 | Burevestnik Tbilissi     | 30-21  | 19-22  |
| TSV St. Otmar Saint-Gall | 28 – 37 | SC Empor Rostock         | 17-17  | 11-20  |

*Le Helsingør IF a été disqualifié pour avoir utilisé de la publicité sur son maillot lors du match aller.

### Quarts de finale
| Équipe 1                 | Score   | Équipe 2            | Aller | Retour |
| ------------------------ | ------- | ------------------- | ----- | ------ |
| TuS Nettelstedt-Lübbecke | 47 – 36 | CB Calpisa Alicante | 27-16 | 20-20  |
| HC Minaur Baia Mare      | 37 – 35 | CSKA Sofia          | 20-12 | 17-23  |
| Metaloplastika Šabac     | 46 – 38 | Elektromos Budapest | 26-22 | 20-16  |
| Atlético Madrid          | 36 – 39 | SC Empor Rostock    | 20-20 | 16-19  |

### Demi-finales
| Équipe 1                 | Score   | Équipe 2            | Aller | Retour |
| ------------------------ | ------- | ------------------- | ----- | ------ |
| TuS Nettelstedt-Lübbecke | 43 – 40 | HC Minaur Baia Mare | 23-16 | 20-24  |
| Metaloplastika Šabac     | 33 – 34 | SC Empor Rostock    | 17-11 | 16-23  |

### Finale
| Équipe 1                 | Score   | Équipe 2         | Aller | Retour |
| ------------------------ | ------- | ---------------- | ----- | ------ |
| TuS Nettelstedt-Lübbecke | 33 – 32 | SC Empor Rostock | 17-14 | 16-18  |